# Pallacanestro alla XIII Universiade - Torneo maschile
Il Torneo di pallacanestro maschile della XIII Universiade si è svolto a Kōbe, in Giappone, nel 1985.

## Classifica
| -       | Paese            | Formazione |
| ------- | ---------------- | --- |
| Oro     | Unione Sovietica | Unione Sovietica universitariaBazarevič, Belostennyj, Chomičius, Hoborov, Jēkabsons, Korolëv, Kurtinaitis, Marčiulionis, Sabonis, Tichonenko, Valters, Volkov, All. Vladimir Obuchov                            |
| Argento | Stati Uniti      | Bobby Beecher · Derrick Chievous · Greg Dreiling · Roger Harden · Ron Harper · Dave Hoppen · Ron Kellogg · Curtis Kitchen · Maurice Martin · Steve Mitchell · Chuck Person · Billy Thompson · All.: Lee Rose    |
| Bronzo  | Canada           | Norm Clarke · Cord Clemens · John Hatch · Gordon Herbert · Gerald Kazanowski · Dan Meagher · Giōrgos Papadakos · Eli Pasquale · Tony Simms · Byron Tokarchuk · Jay Triano · David Turcotte · All.: Jack Donohue |